# Frano Supilo
Frano Supilo (ur. 30 listopada 1870 w Cavtacie, zm. 25 września 1917 w Londynie) – chorwacki polityk, publicysta i nauczyciel.

## Życiorys
Ukończył szkołę rolniczą w Gružu, a następnie podjął się pracy wędrownego nauczyciela.
Był zwolennikiem Partii Prawa. Opowiadał się za zasadą samostanowienia narodów, zjednoczeniem Chorwacji (w tym Slawonii, Istrii, Bośni i Hercegowiny) z Dalmacją i federalizacją Austro-Węgier. W 1891 roku założył w Dubrowniku tygodnik polityczny Crvena Hrvatska, a w 1900 roku Novi list w Fiume (promując w nim porozumienie chorwacko-serbskie). Był zwolennikiem politycznej współpracy Słowian południowych z pozostałymi narodami monarchii habsburskiej w ramach stawiania oporu przed germanizacją. Wraz z Ante Trumbiciem w 1905 roku był inicjatorem uchwalenia tzw. rezolucji rijeckiej i zadarskiej, które położyły podwaliny pod przyszły chorwacko-serbski alians polityczny.
W 1906 roku uzyskał mandat posła do chorwackiego parlamentu, będąc liderem Koalicji Chorwacko-Serbskiej. W 1907 roku sprzeciwiał się uchwaleniu przez węgierski parlament tzw. „Željezničarskiej pragmatiki”, czyli ustawy ustanawiającej język węgierski językiem urzędowym kolei na ziemiach chorwackich. Został pomówiony przez historyka Heinricha Friedjunga o działalność agenturalną na rzecz Serbii. W wyniku porażki w procesie sądowym Friedjung wycofał swe twierdzenia. Supilo opuścił jednak koalicję.
Po wybuchu I wojny światowej emigrował najpierw do Włoch, a następnie do Anglii. Był jednym z założycieli Komitetu Jugosłowiańskiego (1915) i sprzeciwiał się warunkom traktatu londyńskiego, w ramach którego Włochom obiecano południowosłowiańskie zdobycze terytorialne. Był zwolennikiem powstania wspólnego federacyjnego państwa Słowian południowych (jugoslawizm). W wyniku konfliktu z Nikolą Pašiciem i większością członków komitetu w 1916 roku opuścił jego szeregi. Podpisanie Deklaracji z Korfu (1917) przyjął jednak z zadowoleniem.